# Daphne's Greek Cafe
O Daphne's Greek Cafe ou Daphne's California Greek é um restaurante grego americano de fast casual que opera na Califórnia. O nome do restaurante faz referência à Dafne da mitologia grega, a quem o deus Apolo desejava.

## História
O Daphne's Greek Cafe foi fundado por George Katakalidis em 1991.

O Daphne's foi classificado em 11º lugar no Top 100 Movers and Shakers de 2006 da revista Fast Casual.
Batizado com o nome do símbolo grego de excelência, o Daphne's Greek Café é um criador de tendências no fast casual. A cadeia de 70 unidades implementou recentemente um curso de inglês para seus funcionários. Acrescente os melhores giroscópios da rede e você terá um restaurante incrível.
- Fast Casual Magazine, janeiro de 2007
O Daphne's foi eleito o melhor grego na edição de junho de 2008 da San Diego Magazine.
A rede entrou em processo de falência em janeiro de 2010. Atualmente, ela tem 60 estabelecimentos no Arizona e na Califórnia e foi recentemente comprada fora da falência por um grupo de investidores liderado por William Trefethen. Em 2011, o nome do Daphne's mudou para Daphne's California Greek, com um novo conceito que foi caracterizado como: um “híbrido” de culinária californiana e grega, com ênfase no frescor.
O Daphne's California Greek continuou seu esforço de reformulação da marca sob o comando do grupo William Trefethen por cerca de 4 anos antes de vender repentinamente a empresa para um grupo de investimentos de Chicago chamado Victory Park Capital.
No início de 2024, todos os locais restantes no Condado de Orange e Condado de San Diego foram fechados. Em abril de 2024, restavam apenas seis locais, cinco no sul da Califórnia e um na área de Sacramento. São elas Simi Valley, Thousand Oaks, Redondo Beach, Temecula, Ontario e Roseville.